# Río Huallaga
Der 1138 Kilometer lange Río Huallaga ist ein rechter Nebenfluss des Río Marañón (größerer der beiden Quellflüsse des Amazonas) an den Osthängen der Anden im Norden Perus.

## Verlauf
In der Quellregion des Río Huallaga wird in größerem Maße Bergbau betrieben, insbesondere von der Firma Nexa Resources Atacocha S.A.A. Unterhalb von Chicrin wurde auf einer Länge von 1,85 km das Flusstal mit Tailings (Rückstände im Bergbau) verfüllt. Der Río Huallaga wird hier entlang dem westlichen Talrand durch eine Wasserleitung geführt. Entlang dem Flussufer befinden sich abstrom weitere Halden mit Schlämmen. Im oberen gebirgigen Teil durchfließt der wasser- und nährstoffreiche Fluss die größeren Städte Huánuco und Tingo María. Das darauffolgende tiefer gelegene offene Tal wurde durch den hohen Anteil von Kokaplantagen bekannt und berüchtigt. Vereinzelte terroristische Aktivitäten von Splittergruppen des Sendero Luminoso, insbesondere im Zusammenhang mit lokalen Drogenkartellen und entsprechenden Aktivitäten, machen diese Region (den nördlichen Teil der Region Huánuco und den südlichen Teil der Region San Martín) für den Tourismus ungeeignet, obschon die Landschaft auf der gesamten Länge des Flusslaufs Naturerlebnisse bieten könnte. Weiter nördlich schlängelt sich der aus verschiedenen Zuflüssen breiter werdende Strom durch Längstäler der östlichen Andenkette, parallel zum westlich liegenden Marañón. Diese Region rund um die größere Stadt Juanjuí ist wegen ihrer tiefen Schluchten und reißenden Flüsse schwer zugänglich, birgt aber eine Vielzahl archäologischer Fundstätten verschiedener präkolumbischer Kulturen, besonders der Chachapoyas. In Hochlagen von Seitentälern befinden sich bekannte Fundstätten; die größte, Gran Pajatén im Nationalpark Río Abiseo, eine weitere nördlich von Kuelap nahe der Wasserscheide zwischen den Flüssen Marañon und Huallaga.
Der Río Huallaga durchbricht die letzten Andenketten bei Chazuta und mäandert fortan stark, vorbei an kleinen Dörfern und der Stadt Yurimaguas, bevor er weiter im Norden, kurz hinter Lagunas, in den Marañón fließt.

## Hydrologie
Der mittlere Abfluss am Pegel Yurimaguas beträgt 2775 m³/s. Während den Monaten Dezember bis April führt der Río Huallaga die größten Abflüsse im Jahr. Juli, August und September sind die Monate mit den geringsten Abflüssen.

## Fauna
Im Mittellauf des Río Huallaga und dessen Zuflüssen zwischen Tingo María und Tocache kommt der Marmor-Gebirgsharnischwels (Chaetostoma changae) aus der Gattung der Gebirgsbachharnischwelse vor.

## Wasserkraftnutzung
Mitte der 1990er Jahre erhielt die Bergbaufirma Nexa Resources Atacocha S.A.A. die Konzession für den Bau zweier Wasserkraftwerke in der Quellregion des Río Huallaga. Eines davon ist das Wasserkraftwerk Marcopampa . Dieses besitzt eine installierte Leistung von 1,2 MW. Es nutzt das Gefälle eines Flussabschnitts, der mit Tailings verfüllt wurde und der Fluss nun durch eine Druckleitung geführt wird.
Das Wasserkraftwerk Chaprín  hat eine installierte Leistung von 5,4 MW. Es wird ebenfalls von Nexa Resources Atacocha betrieben. Das Wasser wird 5,5 km oberhalb des Kraftwerks an einem Wehr abgeleitet und durch den rechten Talhang geführt. Anschließend wird es über eine Druckleitung den Hang hinab zum Kraftwerkshaus geführt. Unterhalb diesem gelangt das Wasser über einen etwa 90 m langen Kanal wieder in den Fluss. 
Im Jahr 2016 wurde die 202 m hohe Talsperre Chaglla  am Río Huallaga knapp 48 km südsüdöstlich von Tingo María fertiggestellt. Diese staut den Fluss auf einer Länge von 15 km zu einem bis zu 4,66 km² großen Stausee auf. Das zugehörige Wasserkraftwerk mit einer installierten Leistung von 462 MW befindet sich 15 km flussabwärts.